# Veljko Zeković
Veljko Zeković, črnogorski general in politik, * 28. december 1906, Nikšić, Kneževina Črna gora, † 9. september 1985, Beograd, SR Srbija, SFRJ.

## Življenjepis
Leta 1934 se je pridružil KPJ in leta 1940 je diplomiral na beograjski pravni fakulteti. Leta 1941 je bil eden od organizatorjev NOG v Črni gori. Med vojno je opravljal različne partijsko-politične dolžnosti.
Po vojni je bil republiški in zvezni minister, podpredsednik zvezne vlade (SIV/ZIS), nazadnje član Sveta federacije, ...